# Hannah Daniel
Hannah Daniel (Cardiff, 20 januari 1986) is een Welshe actrice.

## Biografie
Daniel werd geboren in Cardiff waar zij de secondary school doorliep aan de Ysgol Gyfun Gymraeg Glantaf. Hierna studeerde zij af in Engelse literatuur aan de University College London in Londen.
Daniel begon in 2005 met acteren in de film Dad, waarna zij nog meerdere rollen speelde in films en televisieseries. Zij is vooral bekend van haar rol in de televisieserie Hinterland (2013-2016).

## Filmografie

### Films
Uitgezonderd korte films
- 2018 Morfydd - als Beti Bwt
- 2017 Canaries - als Agnes D
- 2015 Black Mountain Poets - als Alys Wilding
- 2005 Dad - als Millie James

### Televisieseries
Uitgezonderd eenmalige gastrollen.
- 2019-2022 EastEnders - als DCI Morgan - 9 afl.
- 2022 Y Golau - als Izzy - 4 afl.
- 2021 Bregus - als Ellie - 6 afl.
- 2017-2021 Keeping Faith - als Cerys Jones - 20 afl.
- 2020 Cyswllt (Lifelines) - als Ffion - 3 afl.
- 2018 Holby City - als Leah Faulkner - 8 afl.
- 2013-2016 Hinterland - als rechercheur Sian Owen - 13 afl.
- 2011 Gwaith/Cartref - als Beca Matthews - 10 afl.

- Library of Congress Control Number: no2017048200
- Nederlandse Thesaurus van Auteursnamen: 383482011
- Système universitaire de documentation: 221245855
- Virtual International Authority File: 311831183
- WorldCat: E39PBJrm8D3W8VFDMKVyrGrXh3